# Município de Columbia (condado de Hamilton, Ohio)
Localização do Ohio nos E.U.A.
O município de Columbia (em inglês: Columbia Township) é um município localizado no condado de Hamilton no estado estadounidense de Ohio. No ano 2010 tinha uma população de 4532 habitantes e uma densidade populacional de 660,81 pessoas por km².

## Geografia
O município de Columbia encontra-se localizado nas coordenadas 39° 10′ 17″ N, 84° 25′ 04″ O. Segundo a Departamento do Censo dos Estados Unidos, o município tem uma superfície total de 6.86 km², da qual 6,57 km² correspondem a terra firme e (4,23 %) 0,29 km² é água.

## Demografia
Segundo o censo de 2010, tinha 4532 pessoas residindo no município de Columbia. A densidade de população era de 660,81 hab./km².